# Cezary Kucharski
Cezary Kucharski (Łuków, 17 de fevereiro de 1972) é um ex-futebolista polonês que jogava como atacante. Atualmente, trabalha como empresário de jogadores.

## Carreira
Em clubes, Kucharski jogou a maior parte da carreira, iniciada em 1989 no Orlęta Łuków, clube de sua cidade natal, pelo Legia Varsóvia - em 4 passagens pelo clube, foram 157 partidas disputadas e 58 gols. Ele ainda passou por Siarka Tarnobrzeg, Stomil Olsztyn e Górnik Łęczna no futebol polonês.
Fora de seu país, vestiu as camisas de FC Aarau (Suíça), Sporting de Gijón (Espanha) e Iraklis (Grécia). Kucharski anunciou sua aposentadoria aos 34 anos, em 2006, porém a despedida oficial foi apenas em 2007, num amistoso entre Legia Varsóvia e Orlęta Łuków, onde o atacante jogou um tempo em cada time.

## Seleção Polonesa
Estreou na Seleção Polonesa em agosto de 1996, contra o Chipre. Integrou o elenco que participou da Copa de 2002, a primeira disputada pelo país desde 1986, disputando apenas o jogo contra os Estados Unidos, levando um cartão amarelo. No total, foram 17 partidas com a Seleção, com 3 gols.

## Pós-aposentadoria
Depois de pendurar as chuteiras, Kucharski permaneceu no Legia, como administrador do site oficial do clube. Em 2010, virou sócio e representante da Eurosportsmanagement GmbH, sediada em Liechtenstein. Entre os jogadores agenciados por ele, estão Michał Kucharczyk, Rafał Wolski e Jakub Kosecki.
Foi preso em, 28 de outubro de 2020, na Polônia, por, tentativa de extorsão ao seu ex-cliente, Robert Lewandowski.